# Astitva
Astitva (devnagari: अस्तित्व, tj. tożsamość) – bollywoodzki dramat małżeński z 2000 roku wyreżyserowany (według własnego scenariusza) przez Mahesh Manjrekara, autora Viruddh... Family Comes First. W rolach głównych Tabu i Sachin Khedekar. Tematem tego dramatu rodzinnego jest życie małżeńskie, w którym dominacja i podporządkowanie zastąpiły szczerość i wzajemne zrozumienie się. Film podejmuje tematykę zdrady i emancypacji kobiety. Porusza też problem prawa człowieka do słabości i jego potrzebę wybaczenia jako warunku prawdziwej więzi w małżeństwie.

## Fabuła
Pune. Shrikant Pandit (Sachin Khadekar) to właściciel dochodowej firmy, wspaniałego domu i pięknej żony (Tabu). Po 27 latach małżeństwa role w ich rodzinie utrwaliły się. On zdobywa świat, ona służy mu w domu. Pojawia się na każde jego skinienie. Karmi, masuje, wysłuchuje. Właśnie przygotowują zaręczyny ich jedynego syna Aniketa, gdy w domu pojawiają się goście z Goa. Przyjaciel Shree, Ravi (Ravindra Mankani) z żoną (Smita Jaykar). Meghnę, niezależną, spontaniczną kobietę, tworzącą z Ravim pełen wzajemnego zrozumienia związek, zdumiewa uległość Aditi.  Bez słowa sprzeciwu zgadza się ona, aby mąż otworzył zaadresowany do niej list. W ten sposób Shrikant dowiaduje się, że niejaki Malhar Kanat (Mohnish Behl) umierając cały swój majątek zapisał jego żonie. Dlaczego?

## Obsada
- Tabu – Aditi Pandit
- Sachin Khedekar – Shrikant Pandit
- Ravindra Mankani – Ravi
- Smita Jaykar – Meghna
- Mohnish Bahl – Malhar Kamat
- Namrata Shirodkar – Revati

## Nagrody
- 2001: Nagroda Filmfare Krytyków dla Najlepszej Aktorki – Tabu
- 2001: Nagroda Star Screen dla Najlepszej Aktorki – Tabu
- 2001: Nagroda Star Screen za Najlepszy Scenariusz – Mahesh Manjrekar
- 2001: Nagroda National Film za Najlepszy Film (w języku marathi) – Mahesh Manjrekar
- 2001: Nagroda Zee Cine dla Najlepszej Aktorki – Tabu
- 2001: Nagroda Krytyków Bollywood Movie Award dla Najlepszej Aktorki – Tabu

## Piosenki
- Chal Chal Mere Sang
- Main Thi Main Hoon Main Rahoongi
- Gaana Mere Bas Ki Baat Nahin (with Jazz)
- Kitne Kisse Hain Bas Tere Mere
- Zindagi Kya Baat Hai
- Spirit Of Astitva
- Sabse Pahle Sangeet Bana
- Gaana Mere Bas Ki Baat Nahin (with Out Jazz)